# Saint-Trivier-sur-Moignans
Saint-Trivier-sur-Moignans és un municipi francès situat al departament de l'Ain i a la regió d'Alvèrnia-Roine-Alps. L'any 2007 tenia 1.864 habitants.

## Demografia

### Població
El 2007 la població de fet de Saint-Trivier-sur-Moignans era de 1.864 persones. Hi havia 664 famílies de les quals 160 eren unipersonals (72 homes vivint sols i 88 dones vivint soles), 184 parelles sense fills, 276 parelles amb fills i 44 famílies monoparentals amb fills.
La població ha evolucionat segons el següent gràfic:
Habitants censats

### Habitatges
El 2007 hi havia 732 habitatges, 674 eren l'habitatge principal de la família, 17 eren segones residències i 41 estaven desocupats. 576 eren cases i 149 eren apartaments. Dels 674 habitatges principals, 466 estaven ocupats pels seus propietaris, 194 estaven llogats i ocupats pels llogaters i 14 estaven cedits a títol gratuït; 6 tenien una cambra, 38 en tenien dues, 82 en tenien tres, 172 en tenien quatre i 376 en tenien cinc o més. 482 habitatges disposaven pel capbaix d'una plaça de pàrquing. A 289 habitatges hi havia un automòbil i a 347 n'hi havia dos o més.

### Piràmide de població
La piràmide de població per edats i sexe el 2009 era:
| Homes | Edats   | Dones |
| ----- | ------- | ----- |
| 0     | 95 o +  | 12    |
| 4     | 90 a 94 | 12    |
| 24    | 85 a 89 | 28    |
| 12    | 80 a 84 | 16    |
| 16    | 75 a 79 | 24    |
| 48    | 70 a 74 | 36    |
| 16    | 65 a 69 | 28    |
| 52    | 60 a 64 | 36    |
| 44    | 55 a 59 | 40    |
| 32    | 50 a 54 | 20    |
| 64    | 45 a 49 | 52    |
| 64    | 40 a 44 | 72    |
| 48    | 35 a 39 | 36    |
| 52    | 30 a 34 | 56    |
| 36    | 25 a 29 | 52    |
| 44    | 20 a 24 | 20    |
| 36    | 15 a 19 | 60    |
| 56    | 10 a 14 | 60    |
| 40    | 5 a 9   | 44    |
| 60    | 0 a 4   | 52    |

## Economia
El 2007 la població en edat de treballar era de 1.151 persones, 877 eren actives i 274 eren inactives. De les 877 persones actives 830 estaven ocupades (450 homes i 380 dones) i 47 estaven aturades (14 homes i 33 dones). De les 274 persones inactives 76 estaven jubilades, 106 estaven estudiant i 92 estaven classificades com a «altres inactius».

### Ingressos
El 2009 a Saint-Trivier-sur-Moignans hi havia 669 unitats fiscals que integraven 1.789 persones, la mediana anual d'ingressos fiscals per persona era de 18.266 €.

### Activitats econòmiques
Dels 92 establiments que hi havia el 2007, 2 eren d'empreses extractives, 1 d'una empresa alimentària, 2 d'empreses de fabricació de material elèctric, 6 d'empreses de fabricació d'altres productes industrials, 21 d'empreses de construcció, 15 d'empreses de comerç i reparació d'automòbils, 4 d'empreses de transport, 5 d'empreses d'hostatgeria i restauració, 1 d'una empresa d'informació i comunicació, 3 d'empreses financeres, 4 d'empreses immobiliàries, 8 d'empreses de serveis, 14 d'entitats de l'administració pública i 6 d'empreses classificades com a «altres activitats de serveis».
Dels 35 establiments de servei als particulars que hi havia el 2009, 1 era una gendarmeria, 1 oficina de correu, 2 oficines bancàries, 4 tallers de reparació d'automòbils i de material agrícola, 1 autoescola, 1 paleta, 4 guixaires pintors, 5 fusteries, 1 lampisteria, 7 electricistes, 3 perruqueries, 1 veterinari, 3 restaurants i 1 saló de bellesa.
Dels 4 establiments comercials que hi havia el 2009, 1 era una botiga de més de 120 m², 1 una botiga de menys de 120 m², 1 una fleca i 1 una peixateria.
L'any 2000 a Saint-Trivier-sur-Moignans hi havia 54 explotacions agrícoles que ocupaven un total de 2.790 hectàrees.

## Equipaments sanitaris i escolars
El 2009 hi havia 1 farmàcia i 1 ambulància.
El 2009 hi havia una escola elemental.

## Poblacions més properes
El següent diagrama mostra les poblacions més properes.